# 電光石火BABY
『電光石火BABY』（でんこうせっかベイビー）は、1987年4月6日に発売された甲斐よしひろの3rdシングル。

## 概要
初めてのオリジナル楽曲ソロ・シングル。甲斐バンド時代のEXPRESSレーベルから、ソロとしてEASTWORLDレーベルへ移籍した。

## 収録曲
- 全作詞・作曲：甲斐よしひろ、編曲：椎名和夫

1. 電光石火BABY
2. 夜にもつれて (LP未収録TYPE)